# Hermann Staub

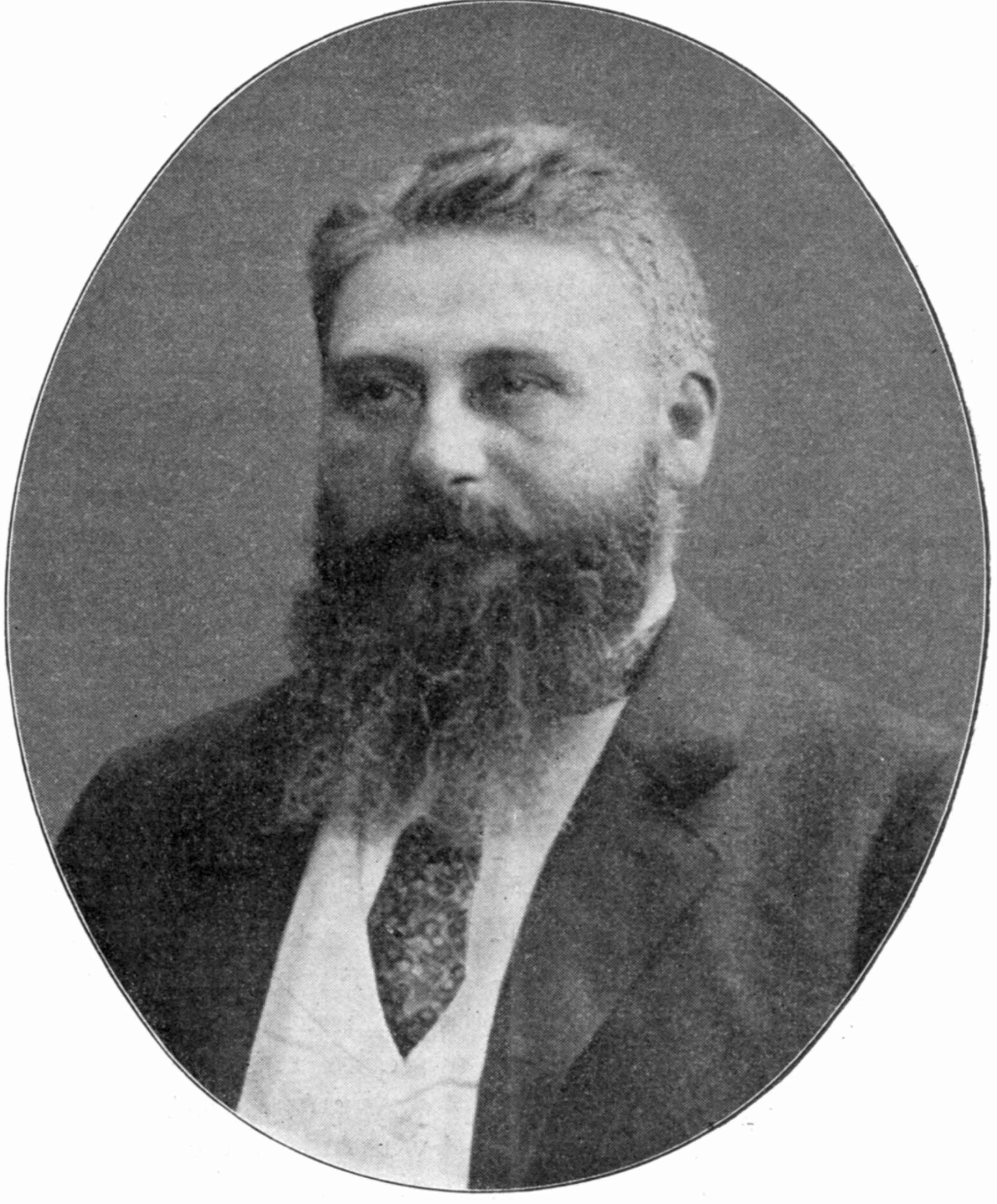
Hermann Staub:
Porträt im Nachruf 1904

Samuel Hermann Staub (* 21. März 1856 in Nicolai, Kreis Pleß; † 2. September 1904 in Charlottenburg) war ein deutscher Rechtsanwalt und Rechtspublizist. Er begründete die Lehren von der positiven Vertragsverletzung sowie die vom Scheinkaufmann.

## Leben
Staub stammte aus kleinbürgerlichen Verhältnissen in Oberschlesien. Sein Vater, Michael Staub, war von Beruf Kaufmann. Nach dem Abitur studierte er zunächst vier Semester Rechtswissenschaften an der Universität Breslau, wechselte im Oktober 1876 bis Mai 1877 an die Friedrich-Wilhelms-Universität Berlin, wo er bis Mai 1877 die Vorlesungen besuchte. Dann ging er nach Breslau zurück, um das Studium abzuschließen. Anschließend, ab November 1877 erhielt er eine Stelle als Referendar am Appellationsgericht Ratibor. 1882 bestand Staub das Assessorexamen mit der Note gut und ließ sich danach als Anwalt in Berlin nieder.
Bereits ab Beginn des Studiums verwendete er seinen ursprünglichen Vornamen Samuel nicht weiter und vollzog den Namenswechsel zu Hermann, eine damals nicht unübliche Vorkehrung zur Verminderung antisemitischer Diskriminierung. Einen Übertritt vom jüdischen zum christlichen Glauben lehnte Staub jedoch ab und vergab damit die Chance auf eine Berufung zum Professor an der Berliner Universität.
Staub verstarb am 2. September 1904 im ehemaligen Westsanatorium in der Joachimsthaler Straße 20 an einem Krebsleiden. Sein Grab befindet sich auf dem Jüdischen Friedhof Berlin-Weißensee. Hier ließen seine Hinterbliebene im Jahr 1905 einen Grabstein mit einem Sinnspruch als kleines Denkmal für ihn aufstellen. Die Inschrift lautet: „Preist Ihr das Ringen nach Wahrheit, des Geistes erhab’ne Erleuchtung, denkt auch des sonnigen frohen Gemütes, des Adels der Seele! Goldener Kern in herrlicher Schale, ein Segen der Menschheit! Ach, wie groß dieses Herz, wissen die Seinen nur ganz.“

## Bedeutung

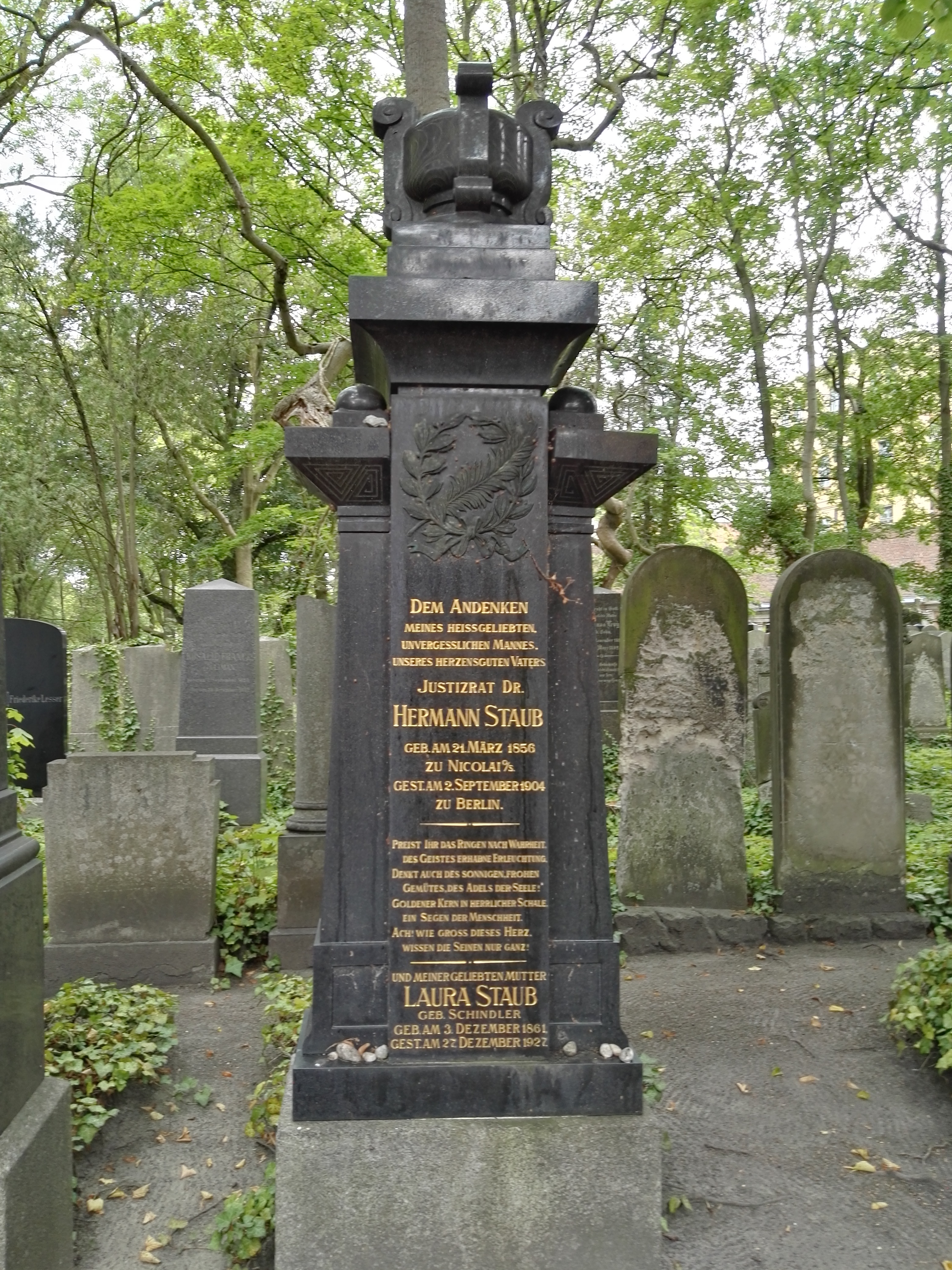
Grabstein auf dem Jüdischen Friedhof Weißensee

Staub veröffentlichte 1893 beim Verlag J. J. Heines Berlin einen Kommentar zum Handelsgesetzbuch, der rasch hohe Bedeutung in der Rechtspraxis erlangte. Er begründete darin die Methode, die einzelnen Paragraphen in systematisierter Form darzustellen, anstatt sie wie bis dahin üblich Wort für Wort zu annotieren. Staub selbst führte diese Technik nach der Überlieferung seines Schwagers Arthur Schindler auf die jüdische Darstellungsweise der talmudischen Lehre zurück, weshalb der Ansatz auch als „talmudische Methode“ bezeichnet wird. Zeitgenossen wie Paul Laband und Max Hachenburg bewerteten Staubs Kommentarstil als für spätere Werke wegweisend und in der Ausführung unübertroffen.
Bis 1933 erreichte Staubs HGB-Kommentar – mittlerweile bei Guttentag bzw. de Gruyter verlegt – 14 Auflagen. Unter der nationalsozialistischen Herrschaft wurde der Einfluss jüdischer Rechtswissenschaftler bekämpft, weshalb sich der Verlag bemühte, den Kommentar als eine „Arbeit von deutschem Geiste“ darzustellen und nicht mehr mit dem Namen Staub in Verbindung zu bringen. Die Neuauflage erschien darum 1940–1943 in neuer Zählung und „herausgegeben von Mitgliedern des Reichsgerichts“. Die 1950–1963 erschienene 2. Auflage knüpft im Vorwort an Staubs Leistungen an. Seit der 4. Auflage 1982 erscheint das Werk wieder unter seinem Namen als Großkommentar beim Verlag Walter de Gruyter.
Neben dem HGB-Kommentar begründete Staub auch eine Kommentierung zum GmbH-Gesetz, die 1903 erstmals erschien und nach seinem Tod von Max Hachenburg fortgeführt wurde.
Ab Januar 1896 war Staub Mitbegründer und Mitherausgeber der Deutschen Juristenzeitung.
In der Festschrift zum Deutschen Juristentag im Jahr 1902 veröffentlichte Staub einen Aufsatz über Die positiven Vertragsverletzungen und ihre Rechtsfolgen und adressierte damit Regelungslücken im Bürgerlichen Gesetzbuch. Er prägte damit den Rechtsbegriff und die Rechtsfigur der positiven Vertragsverletzung. Begriff und Figur fanden nach umfassenden Kontroversen Eingang in die Rechtsprechung. Bei der Schuldrechtsreform 2002 wurde die positive Vertragsverletzung als Pflichtverletzung schließlich auch gesetzgeberisch berücksichtigt.
Ebenso war Staub Begründer der Lehre vom Scheinkaufmann, die heute eine gewohnheitsrechtliche Anerkennung findet.

## Werke
- Kommentar zum Handelsgesetzbuch. 2 Bände. 6. und 7. Auflage. Heines, Berlin 1900; urn:nbn:de:s2w-7634.
- Kommentar zum Gesetz betreffend die Gesellschaften mit beschränkter Haftung. Guttentag, Berlin 1903; urn:nbn:de:s2w-7616.